# Folgentransformation
Eine Folgentransformation ist in der Mathematik eine Transformation, die dazu verwendet wird, den Grenzwert einer langsam konvergenten Folge oder Reihe, oder den  Antilimes einer divergenten  Reihe numerisch zu berechnen.
Für eine gegebene Folge
{\displaystyle S=\{s_{n}\}_{n\in N_{0}}}
ist die transformierte Folge
{\displaystyle T(S)=S'=\{s'_{n}\}_{n\in N_{0}}}.
Die Elemente {\displaystyle s'_{n}} der transformierten Folge werden normalerweise als Funktion einer endlichen Anzahl von Elementen der ursprünglichen Folge berechnet. Es gibt also eine Abbildung {\displaystyle F} der Form
{\displaystyle F:(s_{n},s_{n+1},\dots ,s_{n+k})\to s'_{n}}
mit einem endlichen {\displaystyle k}. Im einfachsten Fall sind die {\displaystyle s_{n}} und die {\displaystyle s'_{n}} reelle oder komplexe Zahlen. Im Allgemeinen handelt es sich um Elemente eines Vektorraumes oder einer Algebra. 
Man sagt, die transformierte Folge konvergiert schneller als die ursprüngliche Folge, falls  
{\displaystyle \lim _{n\to \infty }{\frac {s'_{n}-s}{s_{n}-s}}=0}
wobei {\displaystyle s} der (Anti-)Limes  von  {\displaystyle S} ist. Ist die ursprüngliche Folge langsam konvergent, spricht man in diesem Fall von Konvergenzbeschleunigung.
Ist die Abbildung {\displaystyle F} linear in jedem Argument, d. h., falls
{\displaystyle s'_{n}=\sum _{m=0}^{k}c_{m}s_{n+m}} für Konstanten {\displaystyle c_{0},\dots ,c_{k}}
gilt, so nennt man die Folgentransformation
{\displaystyle T}  eine lineare Folgentransformation, sonst eine nichtlineare Folgentransformation. 
Eine Folgentransformation kann man zur Konvergenzbeschleunigung einer konvergenten  Reihe oder als Summationsverfahren für eine divergente Reihe einsetzen:
Für eine Reihe
{\displaystyle R=\sum _{i=0}^{\infty }a_{i}}
betrachtet man dazu einfach die Folge 
{\displaystyle S=\{s_{n}\}_{n=0}^{\infty }}
der Partialsummen
{\displaystyle s_{n}=\sum _{i=0}^{n}a_{i}}
und wendet auf diese eine geeignete Folgentransformation an.
Wichtige Beispiele  nichtlinearer Folgentransformationen sind Padé-Approximanten für Potenzreihen und Levin-artige Folgentransformationen.
Besonders nichtlineare Folgentransformationen ergeben oft hocheffiziente Extrapolationsverfahren.